# アレクサンドリア国際空港
アレクサンドリア国際空港（アレクサンドリアこくさいくうこう、英: Alexandria International Airport）は、エジプト第2の都市アレクサンドリアにある空港である。エル・ヌーザ空港 (El Nouzha Airport) とも称される。
2014年以降閉鎖されており、民間定期便はボルグ・エル・アラブ空港を利用している。